# Torneo Argentino B 1997-98
El Torneo Argentino B 1997-98 fue la tercera edición del certamen correspondiente a la cuarta división del fútbol argentino. Fue desarrollado entre el 19 de octubre de 1997, con el inicio de la Primera fase, y el 26 de abril de 1998, con la última fecha de la fase final por el ascenso. En ella participaron noventa y nueve (99) equipos provenientes de 22 provincias exceptuando Tierra del Fuego.

## Equipos participantes

### Bonaerense
| Grupo | Club                         | Ciudad                     | Provincia    | Liga de Origen                           |
| ----- | ---------------------------- | -------------------------- | ------------ | ---------------------------------------- |
| 1     | San Vicente                  | Pinamar                    | Buenos Aires | Liga Madariaguense de fútbol             |
| 1     | Sarmiento                    | Ayacucho                   | Buenos Aires | Liga Ayacuchense de fútbol               |
| 1     | Independiente                | Dolores                    | Buenos Aires | Liga Dolorense de fútbol                 |
| 1     | Ranchos                      | Ranchos                    | Buenos Aires | Liga Chascomunense de fútbol             |
| 2     | Atlético Liniers             | Bahía Blanca               | Buenos Aires | Liga del Sur (Bahía Blanca)              |
| 2     | Quilmes                      | Tres Arroyos               | Buenos Aires | Liga Regional Tresarroyense              |
| 2     | Sarmiento                    | Pigüé                      | Buenos Aires | Liga Regional de fútbol (Coronel Suárez) |
| 3     | Alvarado                     | Mar del Plata              | Buenos Aires | Liga Marplatense de fútbol               |
| 3     | Atlético Ferrocarril Sud     | Tandil                     | Buenos Aires | Liga Tandilense de fútbol                |
| 3     | Social y Deportivo El Fortín | Olavarría                  | Buenos Aires | Liga de Fútbol de Olavarría              |
| 3     | Independiente Foot Ball Club | Chillar                    | Buenos Aires | Liga de fútbol de Azul                   |
| 4     | Mercedes                     | Mercedes                   | Buenos Aires | Liga Mercedina de fútbol                 |
| 4     | Everton                      | La Plata                   | Buenos Aires | Liga Amateur Platense de fútbol          |
| 4     | Atlanta                      | Luján                      | Buenos Aires | Liga Lujanense de fútbol                 |
| 5     | Independiente                | Chivilcoy                  | Buenos Aires | Liga Chivilcoyana de Fútbol              |
| 5     | Empleados de Comercio        | Bolívar                    | Buenos Aires | Liga Deportiva de Bolívar                |
| 5     | Atlético 9 de Julio          | Nueve de Julio             | Buenos Aires | Liga Nuevejuliense de Fútbol             |
| 6     | Atlético Argentino           | Chacabuco                  | Buenos Aires | Liga Deportiva de Chacabuco              |
| 6     | Atlético Villa Belgrano      | Junín                      | Buenos Aires | Liga Deportiva del Oeste (Junín)         |
| 6     | Club Carabelas               | Carabelas                  | Buenos Aires | Liga Deportiva de fútbol (Rojas)         |
| 7     | Sportivo Barracas            | Colón                      | Buenos Aires | Liga Deportiva de Colón                  |
| 7     | Obras Sanitarias             | Arrecifes                  | Buenos Aires | Liga de Fútbol de Arrecifes              |
| 7     | Racing Club                  | Pergamino                  | Buenos Aires | Liga de Fútbol de Pergamino              |
| 8     | Paraná Fútbol Club           | San Pedro                  | Buenos Aires | Liga Deportiva Sampedrina                |
| 8     | 12 de Octubre                | San Nicolás de los Arroyos | Buenos Aires | Liga Nicoleña de fútbol                  |
| 8     | Central Buenos Aires         | Zárate                     | Buenos Aires | Liga Zarateña de fútbol                  |

### Norte
| Grupo | Club                                     | Ciudad                  | Provincia           | Liga de Origen                                               |
| ----- | ---------------------------------------- | ----------------------- | ------------------- | ------------------------------------------------------------ |
| 1     | Ñuñorco                                  | Monteros                | Tucumán             | Liga Tucumana de Fútbol                                      |
| 1     | Talleres General Belgrano                | Añatuya                 | Santiago del Estero | Liga Añatuyense de fútbol                                    |
| 1     | Atlético Frías                           | Frías                   | Santiago del Estero | Liga Cultural de fútbol de Frías                             |
| 2     | Deportivo YPF                            | Joaquín Víctor González | Salta               | Liga Anteña de fútbol                                        |
| 2     | Monterrico San Vicente                   | Monterrico              | Jujuy               | Liga Departamental de Fútbol de El Carmen                    |
| 2     | Altos Hornos Zapla                       | Palpalá                 | Jujuy               | Liga Jujeña de Fútbol                                        |
| 2     | Sportivo San José                        | San José de Metán       | Salta               | Liga Metanense de fútbol                                     |
| 3     | Central Norte                            | Salta                   | Salta               | Liga Salteña de Fútbol                                       |
| 3     | Atlético Olimpia Oriental                | Rosario de Lerma        | Salta               | Liga de Fútbol del Valle de Lerma                            |
| 3     | Atl., Soc. y Cul. Michel Torino Hermanos | Cafayate                | Salta               | Liga Calchaquí de Fútbol                                     |
| 3     | Talleres Central Norte                   | General Güemes          | Salta               | Liga Güemense de Fútbol                                      |
| 4     | Deportivo Alianza San Martín Tercif      | Tartagal                | Salta               | Liga Departamental de fútbol Gral. San Martín                |
| 4     | Tiro y Gimnasia                          | San Pedro de Jujuy      | Jujuy               | Liga Regional Jujeña de fútbol (Libertador Gral. San Martín) |
| 4     | Independiente                            | Hipólito Yrigoyen       | Salta               | Liga Regional de Fútbol del Bermejo                          |

### Sur
| Grupo | Club                               | Ciudad             | Provincia  | Liga de Origen                       |
| ----- | ---------------------------------- | ------------------ | ---------- | ------------------------------------ |
| 1     | Independiente                      | Neuquén            | Neuquén    | Liga de Fútbol del Neuquén           |
| 1     | Unión Deportiva Catriel            | Catriel            | Río Negro  | Liga Deportiva Confluencia           |
| 1     | Centenario                         | Centenario         | Neuquén    | Liga de Fútbol del Neuquén           |
| 1     | Martín Güemes                      | El Bolsón          | Río Negro  | Liga de fútbol de Bariloche          |
| 2     | Defensores de la Colonia           | Río Colorado       | Río Negro  | Liga de fútbol de Río Colorado       |
| 2     | Villa Congreso                     | Viedma             | Río Negro  | Liga Rionegrina de Fútbol            |
| 2     | Atlético Lamarque                  | Lamarque           | Río Negro  | Liga Regional de Fútbol Avellaneda   |
| 3     | Comisión de Actividades Infantiles | Comodoro Rivadavia | Chubut     | Liga de Fútbol de Comodoro Rivadavia |
| 3     | Estrella del Norte                 | Caleta Olivia      | Santa Cruz | Liga de Fútbol Norte de Santa Cruz   |
| 3     | Germinal                           | Rawson             | Chubut     | Liga de fútbol Valle del Chubut      |
| 3     | Social y Cultural Belgrano         | Cholila            | Chubut     | Liga de fútbol del Oeste del Chubut  |

### Centro
| Grupo | Club                                       | Ciudad                     | Provincia | Liga de Origen                         |
| ----- | ------------------------------------------ | -------------------------- | --------- | -------------------------------------- |
| 1     | Atlético Hipólito Yrigoyen                 | Tío Pujio                  | Córdoba   | Liga Villamariense de Fútbol           |
| 1     | Huracán                                    | Laboulaye                  | Córdoba   | Liga Regional de fútbol de Laboulaye   |
| 1     | Sportivo Belgrano                          | San Francisco              | Córdoba   | Liga Regional de Fútbol San Francisco  |
| 1     | Deportivo y Biblioteca Dr. Lautaro Roncedo | Alcira Gigena              | Córdoba   | Liga Regional de fútbol de Río Cuarto  |
| 2     | Américo Tesorieri                          | La Rioja                   | La Rioja  | Liga Riojana de fútbol                 |
| 2     | Defensores de La Plata                     | Chilecito                  | La Rioja  | Liga Chileciteña de Fútbol             |
| 2     | Deportivo Salta Central                    | San F. del V. de Catamarca | Catamarca | Liga Catamarqueña de fútbol            |
| 2     | La Tercena                                 | La Tercena                 | Catamarca | Liga Chacarera de fútbol (Valle Viejo) |
| 2     | Deportivo Amaicha                          | Amaicha del Valle          | Tucumán   | Liga Santamariana de fútbol            |

### Cuyo
| Grupo | Club                            | Ciudad                | Provincia | Liga de Origen                          |
| ----- | ------------------------------- | --------------------- | --------- | --------------------------------------- |
| 1     | Atlético Unión                  | Villa Krause          | San Juan  | Liga Sanjuanina de fútbol               |
| 1     | Atlético Peñaflor               | San Martín            | San Juan  | Liga Caucetera de Fútbol                |
| 1     | Atlético Argentino              | San José              | Mendoza   | Liga Mendocina de Fútbol                |
| 2     | At.Juventud Unida Universitario | San Luis              | San Luis  | Liga sanluiseña de fútbol               |
| 2     | Jorge Newbery                   | Villa Mercedes        | San Luis  | Liga de Fútbol de Villa Mercedes (S.L.) |
| 2     | Social y Deportivo Defensores   | Las Paredes (Mendoza) | Mendoza   | Liga Sanrafaelina de Fútbol             |

### Litoral
| Grupo | Club                             | Ciudad                               | Provincia  | Liga de Origen                                       |
| ----- | -------------------------------- | ------------------------------------ | ---------- | ---------------------------------------------------- |
| 1A    | Atlético Barrio Norte            | Gualeguay                            | Entre Ríos | Liga Departamental de fútbol de Gualeguay            |
| 1A    | Central Entrerriano              | Gualeguaychú                         | Entre Ríos | Liga Departamental de fútbol de Gualeguaychú         |
| 1A    | Atlético Rivadavia               | Concepción del Uruguay               | Entre Ríos | Liga de fútbol de Concepción del Uruguay             |
| 1A    | Social y Deportivo Santa Rosa    | San José                             | Entre Ríos | Liga Departamental de Fútbol de Colón                |
| 1B    | Atlético Unión                   | Crespo                               | Entre Ríos | Liga Paranaense de Fútbol                            |
| 1B    | Atlético Victoria                | Concordia                            | Entre Ríos | Liga Concordiense de fútbol                          |
| 1B    | Defensores del Sur               | Federal                              | Entre Ríos | Liga Federalense de fútbol                           |
| 1B    | Deportivo 1.º de Mayo            | Chajarí                              | Entre Ríos | Liga de fútbol de Chajarí                            |
| 1B    | Seguí F.B.C.                     | Seguí                                | Entre Ríos | Liga de fútbol de Paraná Campaña                     |
| 2A    | Sportivo Guadalupe               | Santa Fe                             | Santa Fe   | Liga Santafesina de Fútbol                           |
| 2A    | Atlético 9 de Julio              | Rafaela                              | Santa Fe   | Liga Rafaelina de fútbol                             |
| 2A    | Ocampo Fábrica                   | Villa Ocampo                         | Santa Fe   | Liga Ocampense de fútbol                             |
| 2B    | Atlético San Jorge               | San Jorge                            | Santa Fe   | Liga Departamental de fútbol San Martín              |
| 2B    | Atlético Empalme                 | Empalme Villa Constitución           | Santa Fe   | Liga de fútbol Regional del Sud (Villa Constitución) |
| 2B    | Italiano Futbol Club             | San Genaro entonces San Jenaro Norte | Santa Fe   | Liga Regional Totorense de fútbol                    |
| 2B    | Renato Cesarini                  | Rosario                              | Santa Fe   | Asociación Rosarina de Fútbol                        |
| 3A    | Bartolomé Mitre                  | Posadas                              | Misiones   | Liga Posadeña de fútbol                              |
| 3A    | Atlético Tigre                   | Santo Pipó                           | Misiones   | Liga Posadeña de fútbol                              |
| 3A    | Asociación Exalumnos Escuela 185 | Oberá                                | Misiones   | Liga Regional Obereña de fútbol                      |
| 3A    | Atlético Concepción              | Concepción de la Sierra              | Misiones   | Liga Apostoleña de Fútbol                            |
| 3B    | Deportivo Barraca                | Paso de los Libres                   | Corrientes | Liga Libreña de Fútbol                               |
| 3B    | Villa Rivadavia                  | Mercedes                             | Corrientes | Liga Mercedeña de fútbol                             |
| 3B    | Huracán FC                       | Goya                                 | Corrientes | Liga Goyana de fútbol                                |
| 3B    | Lipton Football Club             | Corrientes                           | Corrientes | Liga Correntina de fútbol                            |
| 3B    | Atlético Virasoro                | Gobernador Virasoro                  | Corrientes | Liga Virasoreña de Fútbol                            |
| 4     | Atlético Defensores de Formosa   | Formosa                              | Formosa    | Liga Formoseña de fútbol                             |
| 4     | Don Orione A.C.                  | Barranqueras                         | Chaco      | Liga Chaqueña de fútbol                              |
| 4     | Atlético Centro Avia Terai       | Avia Terai                           | Chaco      | Liga Saenzpeñense de fútbol                          |
| 4     | Deportivo Tablita                | Pirané                               | Formosa    | Liga Piranense de fútbol                             |

### Clasificados a Segunda etapa
| Grupo | Club            | Ciudad              | Provincia           | Liga de Origen             |
| ----- | --------------- | ------------------- | ------------------- | -------------------------- |
| 1     | Mataderos       | Necochea            | Buenos Aires        | Liga Necochense de fútbol  |
| 2     | Sport Salto     | Salto               | Buenos Aires        | Liga Deportiva de Salto    |
| 5     | Central Córdoba | Santiago del Estero | Santiago del Estero | Liga Santiagueña de Fútbol |
| 5     | Mitre           | Santiago del Estero | Santiago del Estero | Liga Santiagueña de Fútbol |

## Primera etapa

### Región Bonaerense

#### Segunda fase
Primer partido
| Fecha           | Lugar        | Equipo 1    | Resultado | Equipo 2      |
| --------------- | ------------ | ----------- | --------- | ------------- |
| 30 de noviembre | Pinamar      | San Vicente | 1-1       | Alvarado      |
| 30 de noviembre | Bahía Blanca | Liniers     | 2-0       | Independiente |
| 30 de noviembre | Mercedes     | Mercedes    | 0-0       | Argentino     |
| 30 de noviembre | San Pedro    | Paraná FC   | 1-1       | Sp. Barracas  |

Segundo partido
| Fecha          | Lugar         | Equipo 1      | Resultado | Equipo 2    |
| -------------- | ------------- | ------------- | --------- | ----------- |
| 7 de diciembre | Mar del Plata | Alvarado      | 0-0 (5-6) | San Vicente |
| 7 de diciembre | Chivilcoy     | Independiente | 0-2       | Liniers     |
| 7 de diciembre | Chacabuco     | Argentino     | 1-0       | Mercedes    |
| 7 de diciembre | Colón         | Sp. Barracas  | 1-1 (2-3) | Paraná FC   |

|  | Clasifica a la Segunda Etapa |

### Región Norte

#### Grupo 1
| Pos. | Equipo                    | Pts. | PJ | PG | PE | PP | GF | GC | Dif. |
| ---- | ------------------------- | ---- | -- | -- | -- | -- | -- | -- | ---- |
| 01.º | Ñuñorco                   | 9    | 3  | 3  | 0  | 0  | 14 | 2  | 12   |
| 02.º | Talleres General Belgrano | 7    | 3  | 2  | 1  | 0  | 11 | 3  | 8    |
| 03.º | Atl. Frías                | 1    | 3  | 0  | 1  | 2  | 3  | 23 | −20  |

|  | Clasifica a la Segunda Etapa |

#### Grupo 2
| Pos. | Equipo                       | Pts. | PJ | PG | PE | PP | GF | GC | Dif. |
| ---- | ---------------------------- | ---- | -- | -- | -- | -- | -- | -- | ---- |
| 01.º | YPF (Joaquín V. González)    | 13   | 6  | 4  | 1  | 1  | 11 | 5  | 6    |
| 02.º | Monterrico (San Vicente)     | 7    | 6  | 2  | 1  | 3  | 4  | 10 | −6   |
| 03.º | San José (San José de Metán) | 6    | 6  | 1  | 3  | 2  | 10 | 9  | 1    |
| 04.º | Altos Hornos Zapla           | 6    | 6  | 1  | 3  | 2  | 8  | 9  | −1   |

|  | Clasifica a la Segunda Etapa |

#### Grupo 3
| Pos. | Equipo                    | Pts. | PJ | PG | PE | PP | GF | GC | Dif. |
| ---- | ------------------------- | ---- | -- | -- | -- | -- | -- | -- | ---- |
| 01.º | Central Norte             | 13   | 6  | 4  | 1  | 1  | 11 | 5  | 6    |
| 02.º | Olimpia Oriental          | 10   | 6  | 2  | 4  | 0  | 8  | 3  | 5    |
| 03.º | Michel Torino Hermanos    | 6    | 6  | 1  | 3  | 2  | 7  | 10 | −3   |
| 04.º | Talleres (General Güemes) | 2    | 6  | 0  | 2  | 4  | 4  | 12 | −8   |

|  | Clasifica a la Segunda Etapa |

#### Grupo 4
| Pos. | Equipo                            | Pts. | PJ | PG | PE | PP | GF | GC | Dif. |
| ---- | --------------------------------- | ---- | -- | -- | -- | -- | -- | -- | ---- |
| 01.º | Alianza San Martín Tercif         | 9    | 4  | 3  | 0  | 1  | 5  | 3  | 2    |
| 02.º | Tiro y Gimnasia                   | 6    | 4  | 2  | 0  | 2  | 5  | 4  | 1    |
| 03.º | Independiente (Hipólito Yrigoyen) | 3    | 4  | 1  | 0  | 3  | 1  | 4  | −3   |

|  | Clasifica a la Segunda Etapa |

### Región Sur

#### Primera fase

##### Grupo 1
| Pos. | Equipo                    | Pts. | PJ | PG | PE | PP | GF | GC | Dif. |
| ---- | ------------------------- | ---- | -- | -- | -- | -- | -- | -- | ---- |
| 01.º | Independiente (Neuquén)   | 11   | 6  | 3  | 2  | 1  | 16 | 11 | 5    |
| 02.º | Dep. Catriel              | 9    | 6  | 2  | 3  | 1  | 14 | 8  | 6    |
| 03.º | Centenario (Neuquén)      | 9    | 6  | 3  | 0  | 3  | 12 | 8  | 4    |
| 04.º | Martín Güemes (Bariloche) | 2    | 6  | 0  | 2  | 4  | 9  | 24 | −15  |

|  | Clasifica a la Segunda Etapa |
|  | Clasifica a la Segunda fase  |

##### Grupo 2
| Pos. | Equipo                   | Pts. | PJ | PG | PE | PP | GF | GC | Dif. |
| ---- | ------------------------ | ---- | -- | -- | -- | -- | -- | -- | ---- |
| 01.º | Defensores de la Colonia | 9    | 4  | 3  | 0  | 1  | 9  | 3  | 6    |
| 02.º | Villa Congreso           | 9    | 4  | 3  | 0  | 1  | 8  | 5  | 3    |
| 03.º | Lamarque                 | 0    | 4  | 0  | 0  | 4  | 4  | 13 | −9   |

|  | Clasifica a la Segunda Etapa |

##### Grupo 3
| Pos. | Equipo                             | Pts. | PJ | PG | PE | PP | GF | GC | Dif. |
| ---- | ---------------------------------- | ---- | -- | -- | -- | -- | -- | -- | ---- |
| 02.º | Comisión de Actividades Infantiles | 13   | 6  | 4  | 1  | 1  | 21 | 5  | 16   |
| 02.º | Estrella del Norte                 | 11   | 6  | 3  | 2  | 1  | 8  | 4  | 4    |
| 03.º | Germinal                           | 10   | 6  | 3  | 1  | 2  | 19 | 7  | 12   |
| 04.º | Belgrano (Cholila)                 | 0    | 6  | 0  | 0  | 6  | 2  | 34 | −32  |

|  | Clasifica a la Segunda Etapa |
|  | Clasifica a la Segunda fase  |

#### Segunda fase
| Fecha           | Lugar         | Equipo 1           | Resultado | Equipo 2           |
| --------------- | ------------- | ------------------ | --------- | ------------------ |
| 14 de diciembre | Catriel       | Dep. Catriel       | 5-1       | Estrella del Norte |
| 21 de diciembre | Caleta Olivia | Estrella del Norte | 2-0       | Dep. Catriel       |

|  | Clasifica a la Segunda Etapa |

### Región Litoral

#### Primera fase

##### Grupo 4
| Pos. | Equipo                    | Pts. | PJ | PG | PE | PP | GF | GC | Dif. |
| ---- | ------------------------- | ---- | -- | -- | -- | -- | -- | -- | ---- |
| 01.º | Defensores (Formosa)      | 14   | 6  | 4  | 2  | 0  | 11 | 6  | 5    |
| 02.º | Don Orione (Barranqueras) | 13   | 6  | 4  | 1  | 1  | 17 | 9  | 8    |
| 03.º | Centro Avia Terai         | 3    | 6  | 0  | 3  | 3  | 6  | 15 | −9   |
| 04.º | Tablita (Pirané)          | 2    | 6  | 0  | 2  | 4  | 6  | 10 | −4   |

|  | Clasifica a la Tercera fase. |

#### Segunda fase
Grupo 1
| Fecha           | Lugar     | Equipo 1     | Resultado | Equipo 2     |
| --------------- | --------- | ------------ | --------- | ------------ |
| 23 de noviembre | Gualeguay | Barrio Norte | 0-0       | Unión        |
| 30 de noviembre | Crespo    | Unión        | 1-1 (4-1) | Barrio Norte |

Grupo 2
| Fecha           | Lugar     | Equipo 1      | Resultado | Equipo 2      |
| --------------- | --------- | ------------- | --------- | ------------- |
| 23 de noviembre | Santa Fe  | Sp. Guadalupe | 6-3       | San Jorge MyS |
| 30 de noviembre | San Jorge | San Jorge MyS | 3-3       | Sp. Guadalupe |

Grupo 3
| Fecha           | Lugar              | Equipo 1        | Resultado | Equipo 2        |
| --------------- | ------------------ | --------------- | --------- | --------------- |
| 23 de noviembre | Posadas            | Bartolomé Mitre | 3-3       | Barraca         |
| 30 de noviembre | Paso de los Libres | Barraca         | 2-0       | Bartolomé Mitre |

|  | Clasifica a la Segunda Etapa |
|  | Clasifica a la Tercera fase. |

#### Tercera fase

##### Semifinales
Primer partido
| Fecha          | Lugar     | Equipo 1        | Resultado | Equipo 2      |
| -------------- | --------- | --------------- | --------- | ------------- |
| 7 de diciembre | Gualeguay | Barrio Norte    | 2-2       | San Jorge MyS |
| 7 de diciembre | Posadas   | Bartolomé Mitre | 0-1       | Defensores    |

Segundo partido
| Fecha           | Lugar     | Equipo 1      | Resultado | Equipo 2        |
| --------------- | --------- | ------------- | --------- | --------------- |
| 10 de diciembre | San Jorge | San Jorge MyS | 4-5       | Barrio Norte    |
| 10 de diciembre | Formosa   | Defensores    | 4-0       | Bartolomé Mitre |

##### Final
| Fecha           | Lugar     | Equipo 1     | Resultado | Equipo 2     |
| --------------- | --------- | ------------ | --------- | ------------ |
| 14 de diciembre | Gualeguay | Barrio Norte | 2-0       | Defensores   |
| 21 de diciembre | Formosa   | Defensores   | 3-0       | Barrio Norte |

|  | Clasifica a la Segunda Etapa |

### Región Cuyo

#### Grupo 1
| Pos. | Equipo               | Pts. | PJ | PG | PE | PP | GF | GC | Dif. |
| ---- | -------------------- | ---- | -- | -- | -- | -- | -- | -- | ---- |
| 01.º | Unión (Villa Klause) | 6    | 4  | 2  | 0  | 2  | 7  | 6  | 1    |
| 02.º | Peñaflor             | 6    | 4  | 2  | 0  | 2  | 6  | 6  | 0    |
| 03.º | Argentino (Mendoza)  | 6    | 4  | 2  | 0  | 2  | 5  | 6  | −1   |

|  | Clasifica a la Segunda Etapa |

#### Grupo 2
| Pos. | Equipo                         | Pts. | PJ | PG | PE | PP | GF | GC | Dif. |
| ---- | ------------------------------ | ---- | -- | -- | -- | -- | -- | -- | ---- |
| 01.º | Juventud Unida Universitario   | 8    | 4  | 2  | 2  | 0  | 7  | 2  | 5    |
| 02.º | Jorge Newbery (Villa Mercedes) | 7    | 4  | 2  | 1  | 1  | 6  | 3  | 3    |
| 03.º | Defensores (Las Paredes)       | 1    | 4  | 0  | 1  | 3  | 1  | 9  | −8   |

|  | Clasifica a la Segunda Etapa |

### Región Centro

#### Grupo 1
| Pos. | Equipo                            | Pts. | PJ | PG | PE | PP | GF | GC | Dif. |
| ---- | --------------------------------- | ---- | -- | -- | -- | -- | -- | -- | ---- |
| 01.º | Hipólito Yrigoyen (Tío Pujío)     | 12   | 6  | 4  | 0  | 2  | 13 | 8  | 5    |
| 02.º | Huracán (Laboulaye)               | 10   | 6  | 3  | 1  | 2  | 9  | 9  | 0    |
| 03.º | Sportivo Belgrano (San Francisco) | 8    | 6  | 2  | 2  | 2  | 8  | 9  | −1   |
| 04.º | Lautaro Roncedo                   | 4    | 6  | 1  | 1  | 4  | 5  | 9  | −4   |

|  | Clasifica a la Segunda Etapa |

#### Grupo 2
| Pos. | Equipo                 | Pts. | PJ | PG | PE | PP | GF | GC | Dif. |
| ---- | ---------------------- | ---- | -- | -- | -- | -- | -- | -- | ---- |
| 01.º | Américo Tesorieri      | 16   | 8  | 5  | 1  | 2  | 11 | 5  | 6    |
| 02.º | Defensores de la Plata | 15   | 8  | 5  | 0  | 3  | 17 | 12 | 5    |
| 03.º | Salta Central          | 14   | 8  | 4  | 2  | 2  | 14 | 9  | 5    |
| 04.º | La Tercena             | 8    | 8  | 2  | 2  | 4  | 11 | 12 | −1   |
| 05.º | Amaichá                | 4    | 8  | 1  | 1  | 6  | 3  | 18 | −15  |

|  | Clasifica a la Segunda Etapa |

## Segunda etapa

### Grupo 1
| Pos. | Equipo                 | Pts. | PJ | PG | PE | PP | GF | GC | Dif. |
| ---- | ---------------------- | ---- | -- | -- | -- | -- | -- | -- | ---- |
| 01.º | Liniers (Bahía Blanca) | 6    | 4  | 1  | 3  | 0  | 5  | 4  | 1    |
| 02.º | San Vicente (Pinamar)  | 4    | 4  | 0  | 4  | 0  | 7  | 7  | 0    |
| 03.º | Mataderos (Necochea)   | 3    | 4  | 0  | 3  | 1  | 5  | 6  | −1   |

|  | Clasifica a la Tercera Etapa |

### Grupo 2
| Pos. | Equipo                | Pts. | PJ | PG | PE | PP | GF | GC | Dif. |
| ---- | --------------------- | ---- | -- | -- | -- | -- | -- | -- | ---- |
| 01.º | Argentino (Chacabuco) | 7    | 4  | 2  | 1  | 1  | 6  | 6  | 0    |
| 02.º | Sp. Barracas (Colón)  | 6    | 4  | 1  | 3  | 0  | 6  | 4  | 2    |
| 03.º | Sport Salto           | 2    | 4  | 0  | 2  | 2  | 4  | 6  | −2   |

|  | Clasifica a la Tercera Etapa |

### Grupo 3
| Pos. | Equipo                         | Pts. | PJ | PG | PE | PP | GF | GC | Dif. |
| ---- | ------------------------------ | ---- | -- | -- | -- | -- | -- | -- | ---- |
| 01.º | Jorge Newbery (Villa Mercedes) | 18   | 6  | 6  | 0  | 0  | 16 | 3  | 13   |
| 02.º | Unión (Villa Klause)           | 9    | 6  | 3  | 0  | 3  | 13 | 9  | 4    |
| 03.º | Juventud Unida Universitario   | 9    | 6  | 3  | 0  | 3  | 10 | 7  | 3    |
| 04.º | Peñaflor                       | 0    | 6  | 0  | 0  | 6  | 5  | 25 | −20  |

|  | Clasifica a la Tercera Etapa |

### Grupo 4
| Pos. | Equipo                             | Pts. | PJ | PG | PE | PP | GF | GC | Dif. |
| ---- | ---------------------------------- | ---- | -- | -- | -- | -- | -- | -- | ---- |
| 01.º | Independiente (Neuquén)            | 13   | 6  | 4  | 1  | 1  | 6  | 7  | −1   |
| 02.º | Comisión de Actividades Infantiles | 12   | 6  | 4  | 0  | 2  | 21 | 6  | 15   |
| 03.º | Dep. Catriel                       | 7    | 6  | 2  | 1  | 3  | 11 | 6  | 5    |
| 04.º | Defensores de la Colonia           | 2    | 6  | 0  | 2  | 4  | 3  | 22 | −19  |

|  | Clasifica a la Tercera Etapa |

### Grupo 5
| Pos. | Equipo                                | Pts. | PJ | PG | PE | PP | GF | GC | Dif. |
| ---- | ------------------------------------- | ---- | -- | -- | -- | -- | -- | -- | ---- |
| 01.º | Central Córdoba (Santiago del Estero) | 8    | 4  | 2  | 2  | 0  | 5  | 0  | 5    |
| 02.º | Ñuñorco                               | 5    | 4  | 1  | 2  | 1  | 3  | 5  | −2   |
| 03.º | Mitre (Santiago del Estero)           | 2    | 4  | 0  | 2  | 2  | 1  | 4  | −3   |

|  | Clasifica a la Tercera Etapa |

### Grupo 6
| Pos. | Equipo                    | Pts. | PJ | PG | PE | PP | GF | GC | Dif. |
| ---- | ------------------------- | ---- | -- | -- | -- | -- | -- | -- | ---- |
| 01.º | Central Norte             | 12   | 4  | 4  | 0  | 0  | 8  | 2  | 6    |
| 02.º | Alianza San Martín Tercif | 4    | 4  | 1  | 1  | 2  | 5  | 7  | −2   |
| 03.º | YPF (Joaquín V. González) | 1    | 4  | 0  | 1  | 3  | 1  | 5  | −4   |

|  | Clasifica a la Tercera Etapa |

### Grupo 7
| Pos. | Equipo                       | Pts. | PJ | PG | PE | PP | GF | GC | Dif. |
| ---- | ---------------------------- | ---- | -- | -- | -- | -- | -- | -- | ---- |
| 01.º | Barraca (Paso de los Libres) | 11   | 6  | 3  | 2  | 1  | 14 | 8  | 6    |
| 02.º | Unión (Crespo)               | 10   | 6  | 3  | 1  | 2  | 7  | 8  | −1   |
| 03.º | Defensores (Formosa)         | 8    | 6  | 2  | 2  | 2  | 10 | 11 | −1   |
| 04.º | Sp. Guadalupe (Santa Fe)     | 4    | 6  | 1  | 1  | 4  | 9  | 13 | −4   |

|  | Clasifica a la Tercera Etapa |

### Grupo 8
| Pos. | Equipo                        | Pts. | PJ | PG | PE | PP | GF | GC | Dif. |
| ---- | ----------------------------- | ---- | -- | -- | -- | -- | -- | -- | ---- |
| 01.º | Huracán (Laboulaye)           | 13   | 6  | 4  | 1  | 1  | 9  | 2  | 7    |
| 02.º | Hipólito Yrigoyen (Tío Pujío) | 11   | 6  | 3  | 2  | 1  | 10 | 5  | 5    |
| 03.º | Defensores de la Plata        | 5    | 6  | 1  | 2  | 3  | 4  | 12 | −8   |
| 04.º | Américo Tesorieri             | 4    | 6  | 1  | 1  | 4  | 5  | 9  | −4   |

|  | Clasifica a la Tercera Etapa |

## Tercera etapa

### Grupo 1
| Pos. | Equipo                             | Pts. | PJ | PG | PE | PP | GF | GC | Dif. |
| ---- | ---------------------------------- | ---- | -- | -- | -- | -- | -- | -- | ---- |
| 01.º | Liniers (Bahía Blanca)             | 15   | 6  | 5  | 0  | 1  | 16 | 7  | 9    |
| 02.º | Comisión de Actividades Infantiles | 13   | 6  | 4  | 1  | 1  | 15 | 6  | 9    |
| 03.º | Independiente (Neuquén)            | 4    | 6  | 1  | 1  | 4  | 12 | 13 | −1   |
| 04.º | San Vicente (Pinamar)              | 3    | 6  | 1  | 0  | 5  | 8  | 25 | −17  |

|  | Clasifica a la Etapa final |

### Grupo 2
| Pos. | Equipo                         | Pts. | PJ | PG | PE | PP | GF | GC | Dif. |
| ---- | ------------------------------ | ---- | -- | -- | -- | -- | -- | -- | ---- |
| 01.º | Jorge Newbery (Villa Mercedes) | 13   | 6  | 4  | 1  | 1  | 15 | 6  | 9    |
| 02.º | Huracán (Laboulaye)            | 10   | 6  | 3  | 1  | 2  | 11 | 7  | 4    |
| 03.º | Unión (Villa Klause)           | 10   | 6  | 3  | 1  | 2  | 8  | 11 | −3   |
| 04.º | Hipólito Yirigoyen (Tío Pujío) | 1    | 6  | 0  | 1  | 5  | 5  | 15 | −10  |

|  | Clasifica a la Etapa final |

### Grupo 3
| Pos. | Equipo                       | Pts. | PJ | PG | PE | PP | GF | GC | Dif. |
| ---- | ---------------------------- | ---- | -- | -- | -- | -- | -- | -- | ---- |
| 01.º | Barraca (Paso de los Libres) | 13   | 6  | 4  | 1  | 1  | 15 | 7  | 8    |
| 02.º | Unión (Crespo)               | 13   | 6  | 4  | 1  | 1  | 13 | 6  | 7    |
| 03.º | Sp. Barracas (Colón)         | 7    | 6  | 2  | 1  | 3  | 14 | 12 | 2    |
| 04.º | Argentino (Chacabuco)        | 1    | 6  | 0  | 1  | 5  | 3  | 20 | −17  |

|  | Clasifica a la Etapa final |

### Grupo 4
| Pos. | Equipo                                | Pts. | PJ | PG | PE | PP | GF | GC | Dif. |
| ---- | ------------------------------------- | ---- | -- | -- | -- | -- | -- | -- | ---- |
| 01.º | Central Córdoba (Santiago del Estero) | 13   | 6  | 4  | 1  | 1  | 24 | 8  | 16   |
| 02.º | Ñuñorco                               | 10   | 6  | 3  | 1  | 2  | 13 | 12 | 1    |
| 03.º | Central Norte                         | 9    | 6  | 3  | 0  | 3  | 16 | 9  | 7    |
| 04.º | Alianza San Martín Tercif             | 3    | 6  | 1  | 0  | 5  | 4  | 28 | −24  |

|  | Clasifica a la Etapa final |

## Etapa final

### Grupo A
| Pos. | Equipo                             | Pts. | PJ | PG | PE | PP | GF | GC | Dif. |
| ---- | ---------------------------------- | ---- | -- | -- | -- | -- | -- | -- | ---- |
| 01.º | Barraca (Paso de los Libres)       | 12   | 6  | 4  | 0  | 2  | 13 | 6  | 7    |
| 02.º | Liniers (Bahía Blanca)             | 11   | 6  | 3  | 2  | 1  | 10 | 9  | 1    |
| 03.º | Unión (Crespo)                     | 10   | 6  | 3  | 1  | 2  | 14 | 12 | 2    |
| 04.º | Comisión de Actividades Infantiles | 1    | 6  | 0  | 1  | 5  | 6  | 16 | −10  |

|  | Campeón. Asciende al Argentino A.     |
|  | Clasifica al Torneo Reclasificatorio. |

| Fecha 1                  | Fecha 1   | Fecha 1   | Fecha 1            | Fecha 1     | Fecha 1 |
| Local                    | Resultado | Visitante | Ciudad             | Fecha       |         |
| ------------------------ | --------- | --------- | ------------------ | ----------- | ------- |
| Unión                    | 1 - 2     | Liniers   | Crespo             | 22 de marzo |         |
| Com. de Acts. Infantiles | 0 - 2     | Barraca   | Comodoro Rivadavia | 22 de marzo |         |

| Fecha 2 | Fecha 2   | Fecha 2                  | Fecha 2            | Fecha 2     | Fecha 2 |
| Local   | Resultado | Visitante                | Ciudad             | Fecha       |         |
| ------- | --------- | ------------------------ | ------------------ | ----------- | ------- |
| Barraca | 4 - 2     | Unión                    | Paso de los Libres | 29 de marzo |         |
| Liniers | 3 - 1     | Com. de Acts. Infantiles | Bahía Blanca       | 29 de marzo |         |

| Fecha 3 | Fecha 3   | Fecha 3                  | Fecha 3            | Fecha 3    | Fecha 3 |
| Local   | Resultado | Visitante                | Ciudad             | Fecha      |         |
| ------- | --------- | ------------------------ | ------------------ | ---------- | ------- |
| Barraca | 3 - 0     | Liniers                  | Paso de los Libres | 5 de abril |         |
| Unión   | 4 - 2     | Com. de Acts. Infantiles | Crespo             | 5 de abril |         |

| Fecha 4 | Fecha 4   | Fecha 4                  | Fecha 4            | Fecha 4     | Fecha 4 |
| Local   | Resultado | Visitante                | Ciudad             | Fecha       |         |
| ------- | --------- | ------------------------ | ------------------ | ----------- | ------- |
| Barraca | 3 - 0     | Com. de Acts. Infantiles | Paso de los Libres | 12 de abril |         |
| Liniers | 2 - 2     | Unión                    | Bahía Blanca       | 12 de abril |         |

| Fecha 5                  | Fecha 5   | Fecha 5   | Fecha 5            | Fecha 5     | Fecha 5 |
| Local                    | Resultado | Visitante | Ciudad             | Fecha       |         |
| ------------------------ | --------- | --------- | ------------------ | ----------- | ------- |
| Unión                    | 2 - 0     | Barraca   | Crespo             | 19 de abril |         |
| Com. de Acts. Infantiles | 1 - 1     | Liniers   | Comodoro Rivadavia | 19 de abril |         |

| Fecha 6                  | Fecha 6   | Fecha 6   | Fecha 6            | Fecha 6     | Fecha 6 |
| Local                    | Resultado | Visitante | Ciudad             | Fecha       |         |
| ------------------------ | --------- | --------- | ------------------ | ----------- | ------- |
| Liniers                  | 2 - 1     | Barraca   | Bahía Blanca       | 26 de abril |         |
| Com. de Acts. Infantiles | 2 - 3     | Unión     | Comodoro Rivadavia | 26 de abril |         |

### Grupo B
| Pos. | Equipo                                | Pts. | PJ | PG | PE | PP | GF | GC | Dif. |
| ---- | ------------------------------------- | ---- | -- | -- | -- | -- | -- | -- | ---- |
| 01.º | Central Córdoba (Santiago del Estero) | 16   | 6  | 5  | 1  | 0  | 12 | 4  | 8    |
| 02.º | Ñuñorco                               | 7    | 6  | 2  | 1  | 3  | 11 | 12 | −1   |
| 03.º | Huracán (Laboulaye)                   | 6    | 6  | 2  | 0  | 4  | 8  | 13 | −5   |
| 04.º | Jorge Newbery (Villa Mercedes)        | 5    | 6  | 1  | 2  | 3  | 10 | 12 | −2   |

|  | Campeón. Asciende al Argentino A.     |
|  | Clasifica al Torneo Reclasificatorio. |

| Fecha 1       | Fecha 1   | Fecha 1         | Fecha 1        | Fecha 1     | Fecha 1 |
| Local         | Resultado | Visitante       | Ciudad         | Fecha       |         |
| ------------- | --------- | --------------- | -------------- | ----------- | ------- |
| Ñuñorco       | 1 - 2     | Central Córdoba | Monteros       | 22 de marzo |         |
| Jorge Newbery | 3 - 1     | Huracán         | Villa Mercedes | 22 de marzo |         |

| Fecha 2         | Fecha 2   | Fecha 2       | Fecha 2             | Fecha 2     | Fecha 2 |
| Local           | Resultado | Visitante     | Ciudad              | Fecha       |         |
| --------------- | --------- | ------------- | ------------------- | ----------- | ------- |
| Central Córdoba | 0 - 0     | Jorge Newbery | Santiago del Estero | 29 de marzo |         |
| Huracán         | 3 - 1     | Ñuñorco       | Laboulaye           | 29 de marzo |         |

| Fecha 3         | Fecha 3   | Fecha 3   | Fecha 3             | Fecha 3    | Fecha 3 |
| Local           | Resultado | Visitante | Ciudad              | Fecha      |         |
| --------------- | --------- | --------- | ------------------- | ---------- | ------- |
| Central Córdoba | 3 - 1     | Huracán   | Santiago del Estero | 5 de abril |         |
| Jorge Newbery   | 3 - 3     | Ñuñorco   | Villa Mercedes      | 5 de abril |         |

| Fecha 4         | Fecha 4   | Fecha 4       | Fecha 4             | Fecha 4     | Fecha 4 |
| Local           | Resultado | Visitante     | Ciudad              | Fecha       |         |
| --------------- | --------- | ------------- | ------------------- | ----------- | ------- |
| Central Córdoba | 3 - 1     | Ñuñorco       | Santiago del Estero | 12 de abril |         |
| Huracán         | 3 - 2     | Jorge Newbery | Laboulaye           | 12 de abril |         |

| Fecha 5       | Fecha 5   | Fecha 5         | Fecha 5        | Fecha 5     | Fecha 5 |
| Local         | Resultado | Visitante       | Ciudad         | Fecha       |         |
| ------------- | --------- | --------------- | -------------- | ----------- | ------- |
| Ñuñorco       | 2 - 0     | Huracán         | Monteros       | 19 de abril |         |
| Jorge Newbery | 1 - 2     | Central Córdoba | Villa Mercedes | 19 de abril |         |

| Fecha 6 | Fecha 6   | Fecha 6         | Fecha 6   | Fecha 6     | Fecha 6 |
| Local   | Resultado | Visitante       | Ciudad    | Fecha       |         |
| ------- | --------- | --------------- | --------- | ----------- | ------- |
| Ñuñorco | 3 - 1     | Jorge Newbery   | Monteros  | 26 de abril |         |
| Huracán | 0 - 2     | Central Córdoba | Laboulaye | 26 de abril |         |